# Divoši
Divoši je americký film Olivera Stonea z roku 2012.

## Obsah
Ophelia (Blake Lively) žije se dvěma muži,které miluje-Chon (Taylor Kitsch) a Ben(Aaron Taylor-Johnson). Pěstujou nejlepší marihuanu na světe. Jejich podnikání jim zkříží šéfka drogového kartelu (Salma Hayek), která unese Ophelií.

## Recenze
- Divoši / Savages – 60 % na Film CZ -